# کیمیکو داته-کروم
کیمیکو داته-کروم (انگلیسی: Kimiko Date-Krumm؛ زاده ۲۸ سپتامبر ۱۹۷۰) یک تنیس‌باز اهل ژاپن است.